# BrennFilm
BrennFilm is een Nederlandse filmproductiemaatschappij, gevestigd in Nieuwegein. 

## Geschiedenis
Het bedrijf werd in 2001 opgericht door Stephan Brenninkmeijer tijdens de productie van de speelfilm Swingers, in samenwerking met de (inmiddels) in de Verenigde Staten werkzame producent Roel Reiné. BrennFilm specialiseert zich als productiebedrijf in dramaproducties en in postproductie.

## Filmografie
- Lotgenoten (2013)
- Caged (2011)
- The Italian Connection (2007)
- My 9/11 (2006) postproductie
- De Band (2005) postproductie
- Swingers (2002)
- Toscane (1999) postproductie